# Korynt (gmina)
Korynt (gr. Δήμος Κορινθίων, Dimos Korintion) – gmina w Grecji, w administracji zdecentralizowanej Peloponez, Grecja Zachodnia i Wyspy Jońskie, w regionie Peloponez, w jednostce regionalnej Koryntia. Siedzibą gminy jest Korynt. W 2011 roku liczyła 58 192 mieszkańców. Powstała 1 stycznia 2011 roku w wyniku połączenia dotychczasowych gmin: Korynt, Saronikos, Solijia, Assos-Lecheo i Tenea.